# التأثير المضاد للأكسدة للبوليفينول والفينولات الطبيعية
مضادات الأكسدة البوليفينول وب الانجليزية (Antioxidant effect of polyphenols and natural phenols) هي نوع افتراضي من مضادات الأكسدة التي تحتوي على بنية تحتية من البوليفينول ويتم دراستها في المختبر . يبلغ عدد أنواع البوليفينول التي تزيد عن 4000 نوعًا مميزًا معظمها من النباتات،
وقد يكون لها نشاط مضاد للأكسدة في المختبر، ولكن من غير المحتمل أن تكون مضادات الأكسدة في الجسم الحي. افتراضيًا، قد تؤثر على الإشارات من خلية إلى أخرى أو حساسية المستقبلات
أو نشاط الإنزيم الالتهابي أو تنظيم الجينات،  على الرغم من أن الأبحاث السريرية عالية الجودة لم تؤكد أيًا من هذه التأثيرات المحتملة على البشر اعتبارًا من 2020.

## مصادر البوليفينول

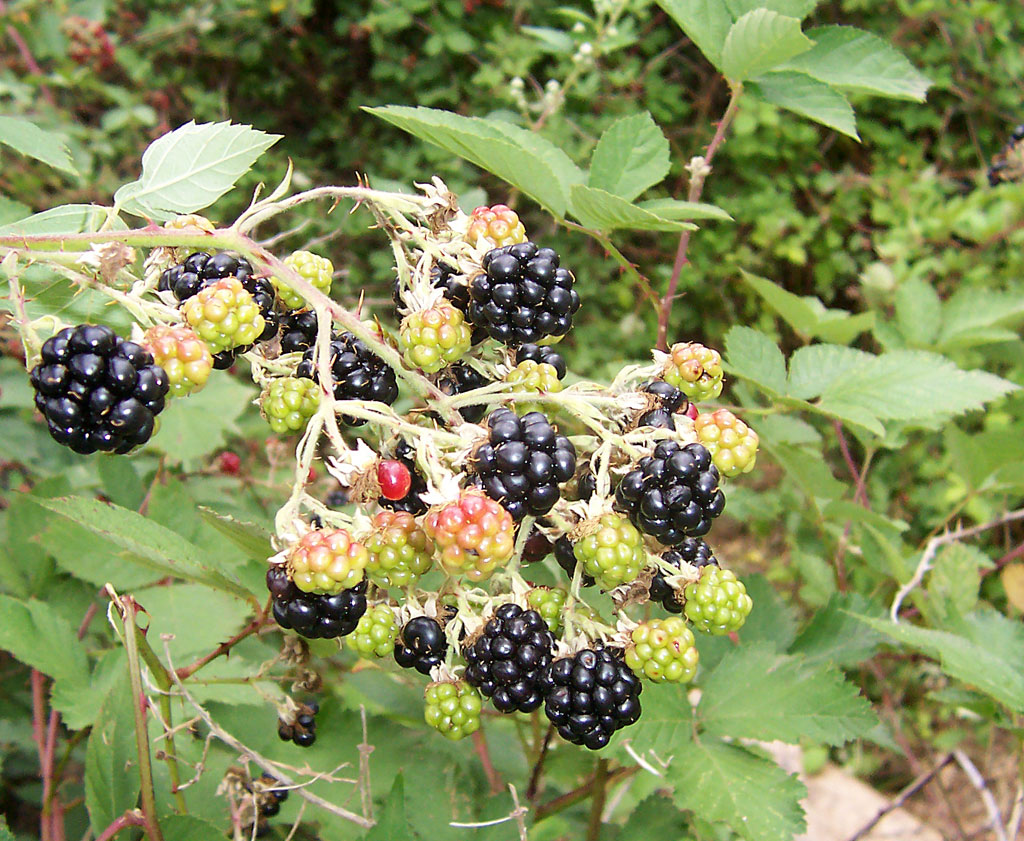
العليق مصدر للبوليفينول

## العواقب البيولوجية المحتملة

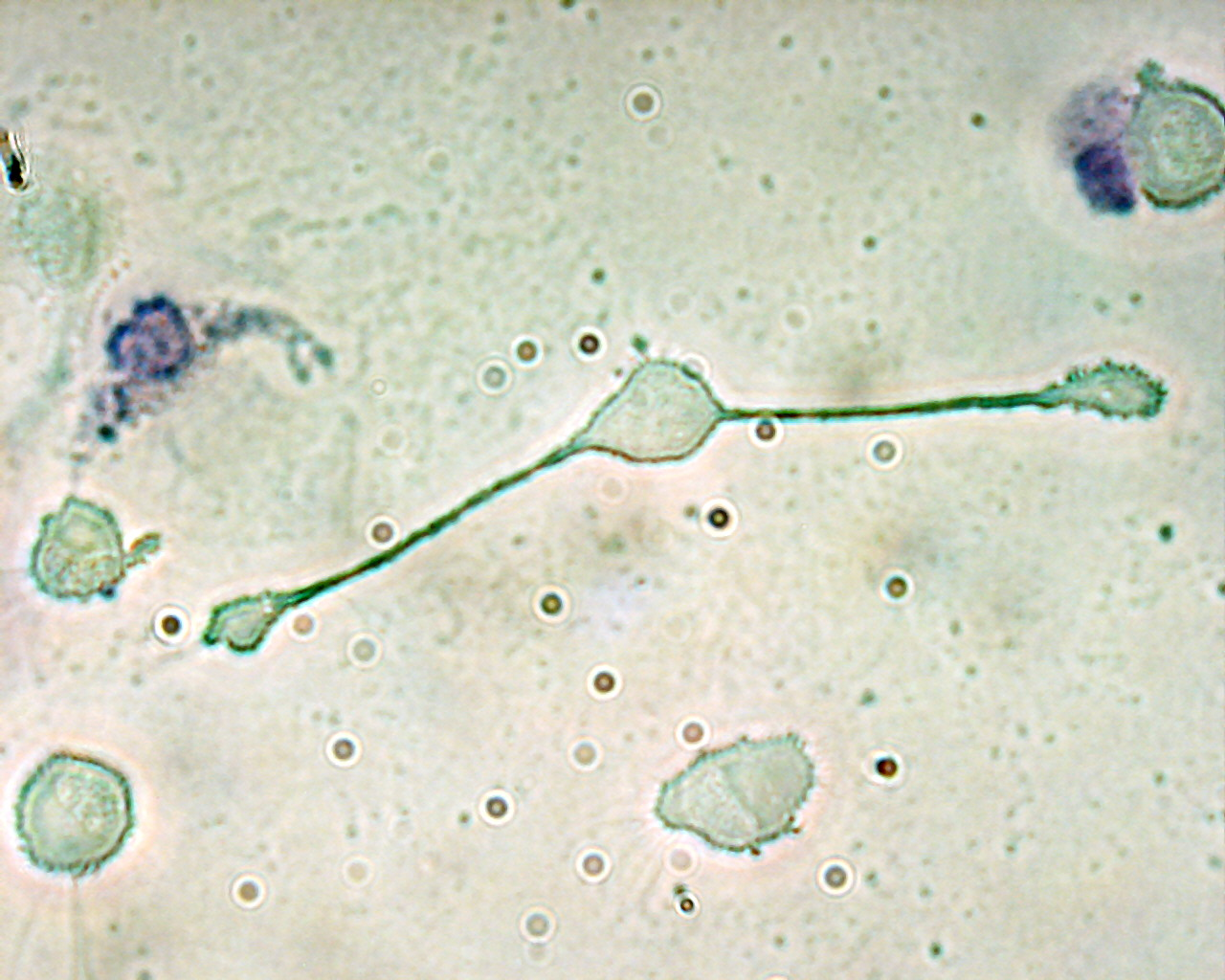
بلعم يمتد ذراعيه ليبتلع جسيمين. أنواع الأكسجين التفاعلية تعزز LDL المؤكسد

## صعوبة تحليل تأثيرات مواد كيميائية معينة

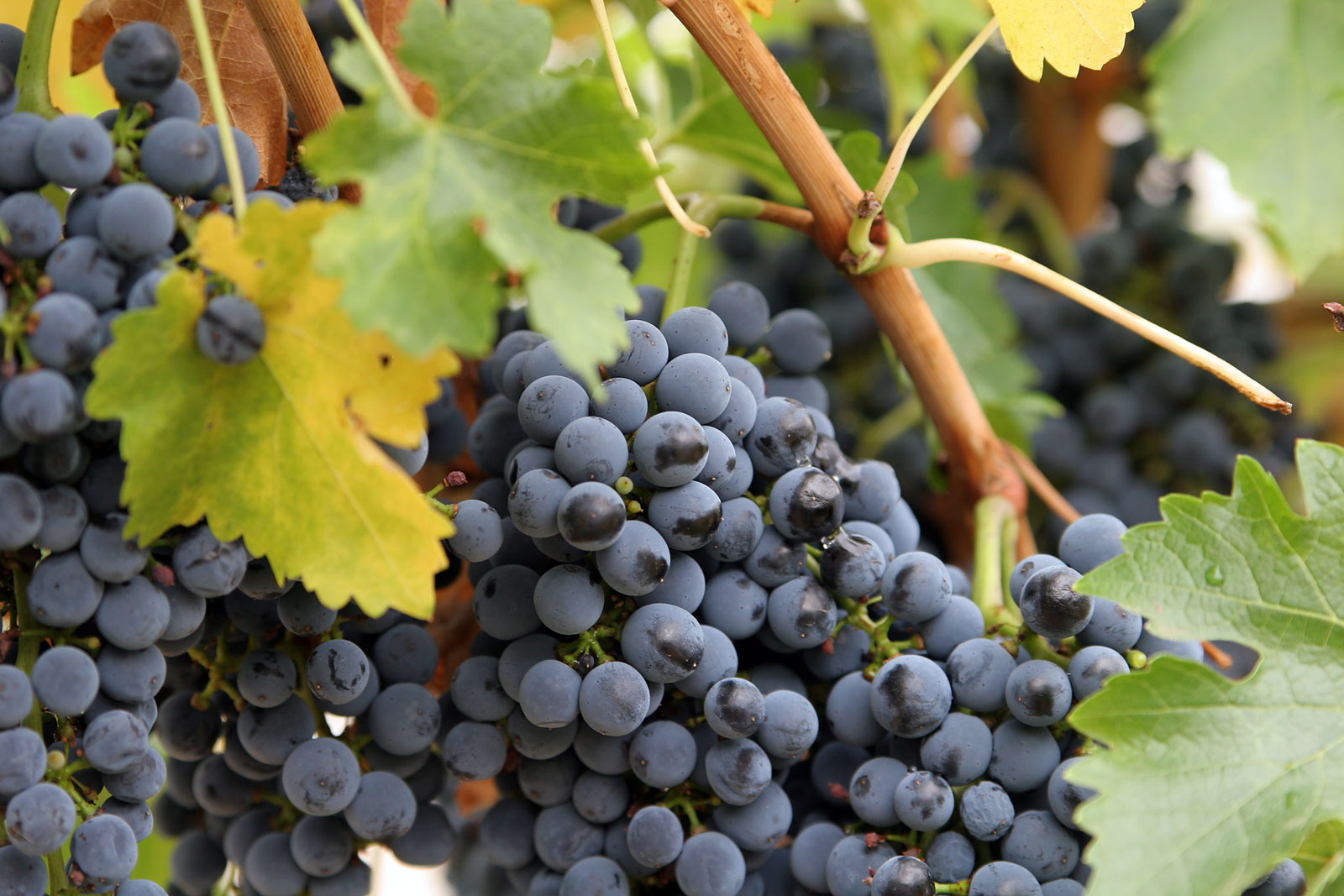
يحتوي العنب على مركبات بوليفينول معينة، على الرغم من أن أيا منها لم يثبت أنه مضاد للأكسدة في الجسم الحي.

## الجوانب العملية من البوليفينول الغذائي

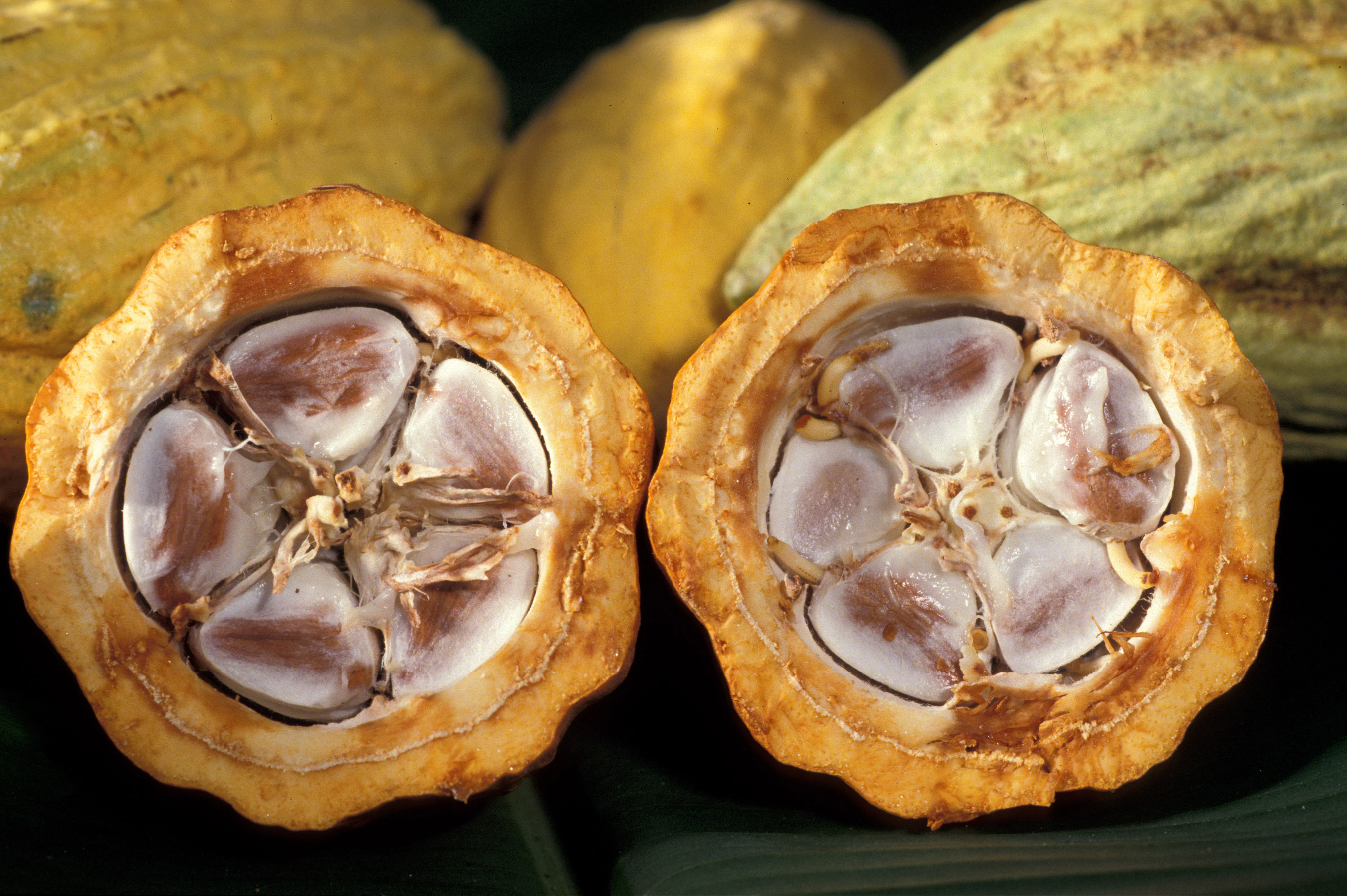
الكاكاو هو المكون الرئيسي للشوكولاتة ، ومصدر للبوليفينول.